# Круглевский, Николай Александрович
Николай Александрович Круглевский (15 (27) января 1844, Черниговская губерния — 1919) — русский хирург, заслуженный профессор.

## Биография
Окончил Военно-медицинскую академию в Санкт-Петербурге в 1869 году и был оставлен при клинике. В 1873 году защитил диссертацию на доктора медицины: «Об усвоении и выделении фосфорнокислых солей при кариозном страдании костей у человека». Участвовал в русско-турецкой войне: с 1877 года был во главе санитарного отряда, посланного в Черногорию. С 1881 года — приват-доцент и почётный лейб-медик (лейб-хирург), а с 1891 года — экстраординарный, с 1895 года — ординарный профессор оперативной хирургии Военно-медицинской академии. С 1904 года — заслуженный профессор.
Имел награды: орден Св. Владимира 3-й ст., орден Св. Станислава 1-й ст., орден Св. Анны 2-й ст, знак Красного Креста и «В память 300-летия царствования дома Романовых», черногорский орден Князя Даниила I 4-й ст., медали.
Из его сочинений были наиболее известны: «Эпицистотомия, современное значение её в теории и практике» (СПб., 1877); «О гное и нагноении» (СПб., 1881); «О причинах и механизме образования грыж живота и способах их предупреждения» (СПб., 1881), «О болезнях, причиняющих наибольший ущерб армии в мирное время» (1887); «О прививке людям яда собачьего бешенства по способу Пастера» (1887); «О перевязке артерий на протяжении» (лекции, 1901); «Об ампутациях» (1908); «О верхней полой вене» (1902); «Об уставном шаге с физиологической точки зрения» (1909).

## Семья
Жена: Юлия Ивановна, урождённая Пущина (1857—1933). У них было пятеро детей, в том числе
сын Александр (1886—1964), специалист в области уголовного права, автор трудов на русском, латышском и немецком языках. У него родились внуки Н. А. Круглевского: Вероника (род. 1939) и Валерий (род. 1941).